# Malka
Malka – miejscowość w Jordanii, w muhafazie Irbid. W 2015 roku liczyła 11 706 mieszkańców.